# Argiope (Tochter des Neilos)
Argiope (altgriechisch Ἀργιόπη Argiópē) ist in der griechischen Mythologie die Tochter des Flussgottes Neilos.
Laut Pherekydes von Athen, einem Genealogen des 6. Jahrhunderts v. Chr., war sie Mutter des Kadmos, des Gründers der Stadt Theben in Böotien, während die übliche Überlieferung davon ausgeht, dass Kadmos ein Sohn der Telephassa war.